# Giấy phép truyền hình
Giấy phép truyền hình hoặc giấy phép thu phát sóng là một khoản thanh toán được yêu cầu ở nhiều quốc gia để thu các chương trình phát sóng trên truyền hình hoặc sở hữu một máy truyền hình nơi một số chương trình phát sóng được tài trợ toàn bộ hoặc một phần bằng phí giấy phép được trả. Lệ phí đôi khi cũng được yêu cầu để sở hữu một đài phát thanh hoặc nhận được phát sóng radio. Do đó, giấy phép truyền hình thực sự là một loại thuế giả định cho mục đích tài trợ cho việc phát sóng công cộng, do đó cho phép các đài truyền hình công cộng truyền các chương trình truyền hình mà không hoặc chỉ có tài trợ từ quảng cáo trên đài phát thanh và truyền hình. Tuy nhiên, trong một số trường hợp, sự cân bằng giữa tài trợ công cộng và quảng cáo thì ngược lại - đài truyền hình TVP của Ba Lan nhận được nhiều tiền hơn từ quảng cáo so với thuế truyền hình.

## Lịch sử
Những ngày đầu phát sóng trình bày các đài truyền hình với vấn đề làm thế nào để gây quỹ cho các dịch vụ của họ. Một số quốc gia đã áp dụng mô hình quảng cáo, nhưng nhiều quốc gia khác đã áp dụng mô hình thuê bao công cộng bắt buộc, với thuê bao đến dưới dạng giấy phép phát sóng được các hộ gia đình sở hữu một máy thu thanh (và sau đó, một TV) thanh toán.
Vương quốc Anh là quốc gia đầu tiên áp dụng mô hình thuê bao công cộng bắt buộc với tiền lệ phí cấp phép cho BBC, được thành lập vào ngày 1 tháng 1 năm 1927 bởi điều lệ Hoàng gia để sản xuất chương trình tài trợ công khai nhưng vẫn độc lập với chính phủ, cả về quản lý và tài chính. Giấy phép ban đầu được gọi là giấy phép không dây.
Với sự xuất hiện của truyền hình, một số quốc gia đã tạo ra một giấy phép truyền hình bổ sung riêng, trong khi các quốc gia khác chỉ cần tăng phí giấy phép radio để trả thêm chi phí phát sóng truyền hình, đổi tên giấy phép từ "giấy phép radio" thành "giấy phép truyền hình" hoặc "giấy phép thu ". Ngày nay, hầu hết các quốc gia đều tài trợ cho việc phát sóng công cộng từ cùng một mức phí giấy phép được sử dụng cho truyền hình, mặc dù một số nước vẫn có giấy phép radio riêng hoặc áp dụng mức phí thấp hơn hoặc không mất phí đối với người tiêu dùng chỉ có radio. Một số quốc gia cũng có các mức phí khác nhau đối với người dùng có TV màu hoặc đơn sắc. Nhiều quốc gia giảm giá, hoặc không tính phí, đối với người tiêu dùng cao tuổi và/hoặc người khuyết tật.
Đối mặt với vấn đề trốn phí giấy phép, một số quốc gia chọn tài trợ cho các đài truyền hình công cộng trực tiếp từ thuế hoặc thông qua các phương thức ít bị tránh  né khác như thanh toán chung với hóa đơn tiền điện. Các đài truyền hình công cộng quốc gia ở một số quốc gia cũng thực hiện quảng cáo bổ sung.
Ủy hội Châu Âu đã tạo ra Công ước Châu Âu về Truyền hình Transfrontier vào năm 1989 quy định trong số những điều khác về tiêu chuẩn quảng cáo, thời gian và định dạng nghỉ, cũng có ảnh hưởng gián tiếp đến việc sử dụng giấy phép.     Năm 1993, hiệp ước này có hiệu lực khi đạt được bảy phê chuẩn trong đó có năm quốc gia thành viên EU.  Tính đến  năm 2010 đã có 34 quốc gia tham gia hiệp ước.